# Zygmunt Żuławski
Zygmunt Żuławski (ur. 31 lipca 1880 w Młynnem, zm. 4 września 1949 w Krakowie) – polski polityk. Działacz socjalistyczny i związkowy, studiował na Wydziale Przyrodoznawczym Uniwersytetu Jagiellońskiego. Poseł na Sejm II RP (Ustawodawczy oraz I, II i III kadencji), poseł do Krajowej Rady Narodowej, a także poseł na Sejm Ustawodawczy po II wojnie światowej.

## Życiorys
Syn Kazimierza Żuławskiego i Józefy, brat Jerzego. W 1901 roku został członkiem Polskiej Partii Socjalno-Demokratycznej Galicji i Śląska Cieszyńskiego (w latach 1911–1918 członek Komitetu Wykonawczego PPSD); w latach 1905–1908 sekretarz Krajowej Komisji Zaw. w Galicji. Od 1905 był prezesem krakowskiej Kasy Chorych, a po 1918 prezesował ogólnopaństwowemu związkowi tej organizacji. Poddawał krytyce działalność militarno-polityczną Józefa Piłsudskiego, wypowiadając się za tworzeniem robotniczej organizacji wojskowej. Z chwilą wybuchu I wojny światowej demonstracyjnie nie wstąpił do Legionów Polskich, ale pozwolił się zmobilizować do armii austriackiej. Walczył na frontach wschodnim i południowym; był kilkakrotnie ranny.
W październiku 1918 z ramienia Polskiej Komisji Likwidacyjnej objął funkcję starosty w powiecie chrzanowskim. Po odzyskaniu niepodległości: od 1919 w PPS i członek jej władz (w latach 1919–1939 członek Rady Naczelnej PPS, w latach 1924–1928 wiceprzewodniczący, w latach 1937–1939 przewodniczący Rady Naczelnej, w latach 1922–1939 członek CKW PPS). W latach 1919–1922 przewodniczący Komisji Centralnej Związków Zawodowych, następnie do 1939 sekretarz KCZZ. W latach 1919–1935 poseł na Sejm RP. Poddawał krytyce linię polityczną sekretarza generalnego partii Kazimierza Pużaka, poszukującego dróg porozumienia z sanacją.
Po agresji III Rzeszy i ZSRR na Polskę (wrzesień 1939), nie uznał decyzji o zawieszeniu działalności partii i utworzeniu konspiracyjnej PPS-WRN. W styczniu 1940 roku został przewodniczącym organizacji w Krakowie, a w maju tego roku usunął się z niego na skutek różnicy zdań z Józefem Cyrankiewiczem w kwestii uznania WRN. Po aresztowaniu Cyrankiewicza powtórnie objął funkcję przewodniczącego; zajmował postawę pojednawczą wobec różnych odłamów i kierunków ruchu socjalistycznego. W 1945 przewodniczący Rady Naczelnej i CKW).
W czerwcu 1945 uczestnik konferencji moskiewskiej w sprawie utworzenia Tymczasowego Rządu Jedności Narodowej, po odmowie PPR zalegalizowania Polskiej Partii Socjalno-Demokratycznej w latach 1945–1946 w koncesjonowanej PPS (w 1946 członek Rady Naczelnej). Od 1946 poseł do KRN, od 1947 – do Sejmu Ustawodawczego (jako niezależny socjalista z listy wyborczej opozycyjnego PSL pod prezesurą Stanisława Mikołajczyka). 
Poślubił Zofię Richter w 1906 roku, mieli dwóch synów: Jacka oraz Rafała (1912–1989).
Biblioteka Uniwersytetu Śląskiego zakupiła w 1977 roku księgozbiór Zygmunta i Zofii Żuławskich, który liczy blisko 1700 woluminów, w tym książki oprawione przez Roberta Jahodę oraz starodruki. Jest przechowywany i udostępniany w Centrum Informacji Naukowej i Bibliotece Akademickiej w Katowicach.